# トニー賞 ミュージカル主演女優賞
トニー賞のミュージカル主演女優賞 (Best Performance by a Leading Actress in a Musical) は、第2回となる1948年から授与されている。

## 受賞一覧

### 1940年代
- 1948年：グレイス・ハートマン　-『Angel in the Wings』
- 1949年：ナネット・ファブレイ　-『w:Love Life』

### 1950年代
- 1950年：メアリー・マーティン　-『南太平洋』
- 1951年：エセル・マーマン　-『w:Call Me Madam』
- 1952年：ガートルード・ローレンス　-『王様と私』
- 1953年：ロザリンド・ラッセル　-『w:Wonderful Town』
- 1954年：ドロレス・グレイ　-『 Carnival in Flanders』
- 1955年：メアリー・マーティン　-『ピーター・パン』
- 1956年：グウェン・ヴァードン　-『くたばれ!ヤンキース』
- 1957年：ジュディ・ホリデイ　-『Bells Are Ringing』
- 1958年：セルマ・リッター & グウェン・ヴァードン　-『w:New Girl in Town』
- 1959年：グウェン・ヴァードン　-『Redhead』

### 1960年代
- 1960年：メアリー・マーティン　-『サウンド・オブ・ミュージック』
- 1961年：エリザベス・シール　-『イルマ・ラ・ドゥース』
- 1962年：アナ・マリア・アルバゲッティ　-『w:Carnival!』
- 1963年：ヴィヴィアン・リー　-『Tovarich』
- 1964年：キャロル・チャニング　-『ハロー・ドーリー!』
- 1965年：ライザ・ミネリ　-『w:Flora the Red Menace』
- 1966年：アンジェラ・ランズベリー　-『メイム』
- 1967年：バーバラ・ハリス　-『w:The Apple Tree』
- 1968年：パトリシア・ルートリッジ　-『 Darling of the Day』
- 1969年：アンジェラ・ランズベリー　-『w:Dear World』

### 1970年代
- 1970年：ローレン・バコール　-『アプローズ』
- 1971年：ヘレン・ギャラガー　-『ノー・ノー・ナネット』
- 1972年：アレクシス・スミス　-『w:Follies』
- 1973年：グリニス・ジョンズ　-『リトル・ナイト・ミュージック』
- 1974年：ヴァージニア・ケイパーズ　-『レイズン』
- 1975年：アンジェラ・ランズベリー　-『w:Gypsy: A Musical Fable』
- 1976年：ドナ・マケクニー　-『コーラスライン』
- 1977年：ドロシー・ロンドン　-『アニー』
- 1978年：ライザ・ミネリ　-『w:The Act (musical)』
- 1979年：アンジェラ・ランズベリー　-『スウィーニー・トッド』

### 1980年代
- 1980年：パティ・ルポーン　-『エビータ』
- 1981年：ローレン・バコール　-『ミス・今年最高の女性』
- 1982年：ジェニファー・ホリデイ　-『ドリームガールズ』
- 1983年：ナタリア・マカロワ　-『w:On Your Toes』
- 1984年：チタ・リヴェラ　-『The Rink』
- 1985年：なし
- 1986年：バーナデット・ピーターズ　-『w:Song and Dance』
- 1987年：マリアン・プランケット　-『ミー・アンド・マイガール』
- 1988年：ジョアンナ・グリーソン　-『イントゥ・ザ・ウッズ』
- 1989年：ルース・ブラウン　-『w:Black and Blue』

### 1990年代
- 1990年：タイン・ディリー (ジプシー)
- 1991年：レア・サロンガ (ミス・サイゴン)
- 1992年：フェイス・プリンス (ガイズ&ドールズ)
- 1993年：チタ・リヴェラ　(蜘蛛女のキス)
- 1994年：ドナ・マーフィー (Passion)
- 1995年：グレン・クローズ (サンセット大通り)
- 1996年：ドナ・マーフィー (王様と私)
- 1997年：ビビ・ニューワース (シカゴ)
- 1998年：ナターシャ・リチャードソン (キャバレー)
- 1999年：バーナデット・ピーターズ (アニーよ銃をとれ)

### 2000年代
- 2000年：ヘザー・ヘドリー (アイーダ)
- 2001年：クリスティーン・エバーソール (四十二番街)
- 2002年：サットン・フォスター (モダン・ミリー)
- 2003年：メリッサ・ジャレット・ウィノカー (ヘアスプレー)
- 2004年：イディナ・メンゼル (ウィキッド)
- 2005年：ヴィクトリア・クラーク (THE LIGHT IN THE PIAZZA)
- 2006年：ラ・チャンズ（カラーパープル）
- 2007年：クリスティーン・エバーソール (グレイ・ガーデンズ)
- 2008年：パティ・ルポーン (ジプシー)
- 2009年：アリス・リプリー (ネクスト・トゥ・ノーマル)

### 2010年代
- 2010年：キャサリン・ゼタ＝ジョーンズ (リトル・ナイト・ミュージック)
- 2011年：サットン・フォスター (エニシング・ゴーズ)
- 2012年：オードラ・マクドナルド (ポーギーとベス)
- 2013年：パティーナ・ミラー (ピピン)
- 2014年：ジェシー・ミューラー (ビューティフル)
- 2015年：ケリー・オハラ (王様と私)
- 2016年：シンシア・エリヴォ (カラーパープル)
- 2017年：ベット・ミドラー (ハロー・ドーリー!)

注意
ここで表記される邦題は、翻訳上演されたときの物に準ずる。また、日本では上演されていないが、映画作品から舞台作品へと転じた物・映像化された物が日本で公開され邦題が付けられた物・原作または書籍化された物が日本で出版され邦題が付いている物などに関しても、それに準ずることとする（WOWOWで放送される授賞式で表記された邦題についても一部参考として表記）。